# ティレル・020
ティレル・020 (Tyrrell 020) は、ティレルがF1世界選手権参戦用に開発したフォーミュラ1カー。020は1991年の開幕戦から最終戦まで、020Bは1992年の開幕戦から最終戦まで、020Cは1993年の開幕戦から第9戦まで実戦投入された。

## 020
1990年シーズンに実戦投入した019に引き続いてアンヘドラルウイングを採用。フロントのショックアブソーバーは018以来継続するモノショック方式。
エンジンはカスタマー仕様のフォード・コスワース・DFR (V8) に代わり、ホンダのワークスV10エンジンを獲得。所属ドライバー・中嶋悟のイニシャルである「SN」を含めた「RA101E-SN」と命名。バタフライスロットルから中嶋の好みであるスライド式に変更。前年のチャンピオンエンジンを搭載して、さらなる速さを追及した。しかしパワーはあるものの、DFRエンジンよりも数十kg重いホンダエンジンを積んだことによりマシン全体の重量バランスが崩れ、主に駆動系のトラブルなどが多く発生し、ホンダエンジンのパワーを活かしきれているとは到底言い難いマシンであった。背景にはチームの資金力の問題が有り、後に中嶋が語ったところでは「エンジンがV8からV10に変わることに対して、シャシーのすべてを一新するだけの資金力はなかったんです」との事情があった。
また、この年に行われたレギュレーションの変更が大きな影響を与えた。フロントウイングの幅が1990年よりも100mm縮小されたためにフロントのダウンフォースが不足気味となった。さらにピレリタイヤのグリップ不足も常に問題となった。この他にもモノコックの製造不良に起因する問題もあり、ドライバーのステファノ・モデナによれば「7月中旬にシルバーストンで、ある偶然から剛性が足りないものがいくつかあることがわかった」という。このほか、ジョージ・ライトンは「エンジンとシャーシはかなり優れたパッケージングであったが、マクラーレンを脅かしたモナコGP（予選でモデナがアイルトン・セナに次ぐ2位を獲得）以降、ティレルに供給されるホンダV10エンジンは明らかにパワーダウンした。計算によるとその差は20から30馬力ほど。彼らは決して認めないだろうが、戦略的な判断があったのは間違いない。これに関してチームでミーティングを行った際、ハーベイの顔には激しい怒りが見てとれた」と語っている。同シーズンはモデナ、中嶋合わせて4回の入賞にとどまった。
1990年夏にティレルとホンダエンジンとの契約を決定したころ、当時のテクニカルディレクターであったハーベイ・ポスルスウェイトが、「ケン（・ティレル）には、020に搭載するエンジンはV8のフォードHBエンジンを選んでほしかった」と語っていた。1991年シーズンにHBエンジンを搭載したジョーダン・191が快走を見せたことから、ポスルスウェイトの指摘は間違いではなかった。
1991年シーズン終了後のテストでは、翌1992年からF1参戦する無限ホンダが020を購入し、無限ホンダV10エンジンを搭載。F1参戦がまだ具体化していなかったブリヂストンがタイヤを供給する真っ白なボディのテストカーとして登場した（ドライバーを務めたのは92年にフットワーク・無限に乗ることになっていた鈴木亜久里）。

### スペック

#### シャーシ
- シャーシ名 020
- 全高 1,000 mm
- ホイールベース 2,940 mm
- 前トレッド 1,800 mm
- 後トレッド 1,670 mm
- ブレーキキャリパー AP
- ホイール ダイマグ
- タイヤ ピレリ
- ショックアブソーバー コニ

#### エンジン
- エンジン名 ホンダRA101E,RA101E/SN
- 気筒数・角度 V型10気筒・72度
- 排気量 3,498cc
- 全長 620mm
- 全幅 550mm
- 全高 540mm
- 最高回転数 12,000回転
- 最大馬力 650馬力
- 重量 150kg
- スパークプラグ NGK
- 燃料・潤滑油 シェル

## 020B

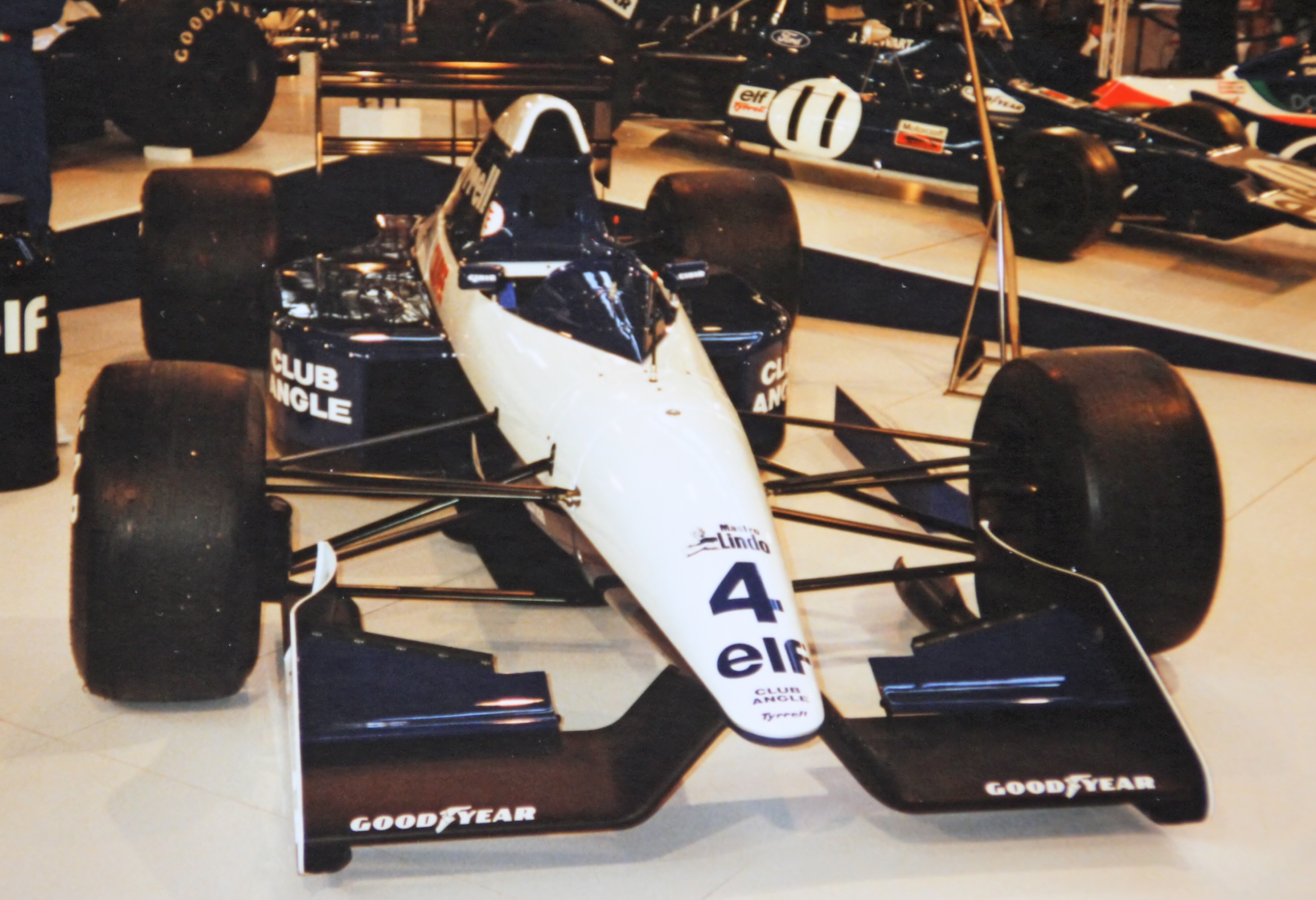
ティレル・020B

1991年にタイトルスポンサーであったブラウンやエンジンサプライヤーであったホンダが撤退した影響で一転してチームは資金難に陥った。そこでマールボロから持ちこみ資金が豊富なアンドレア・デ・チェザリスと、オリビエ・グルイヤールの布陣で臨んだ。またカラーリングは1990年以来のブルー/ホワイトを基調としたティレル定番カラーとなった（ただし019とは若干カラーリングは異なる）。
020Bは前年用020のエンジンをイルモアV10エンジンに積み替えただけという状態だったが、パワーはあったものの重いホンダエンジンよりも軽量で駆動系への負担も減った。同年に中堅から下位チームに供給されたカスタマーエンジン(ジャッド・GV、フォード・コスワース・HBエンジンのカスタマー仕様、ランボルギーニ・LE3512など)の中ではそこそこの戦闘力を持っていたものの、信頼性には今一つ欠けていた。しかしながらタイヤが相性の悪かったピレリから全チーム共通のグッドイヤーに変更されたこともあってほぼエンジンを変えただけの1年落ちのマシンでも好走を見せ、デ・チェザリスが4度の入賞をもたらした。

### スペック

#### シャーシ
- シャーシ名 020B
- 全高 1,000 mm
- ホイールベース 2,940 mm
- 前トレッド 1,800 mm
- 後トレッド 1,670 mm
- ブレーキキャリパー AP
- ホイール ダイマグ
- タイヤ グッドイヤー

#### エンジン
- エンジン名 イルモア2175A
- 気筒数・角度 V型10気筒・72度
- 排気量 3,500cc
- 全長 592mm
- 最大馬力 約670馬力
- 重量 125kg
- スパークプラグ NGK
- 燃料・潤滑油 エルフ

## 020C

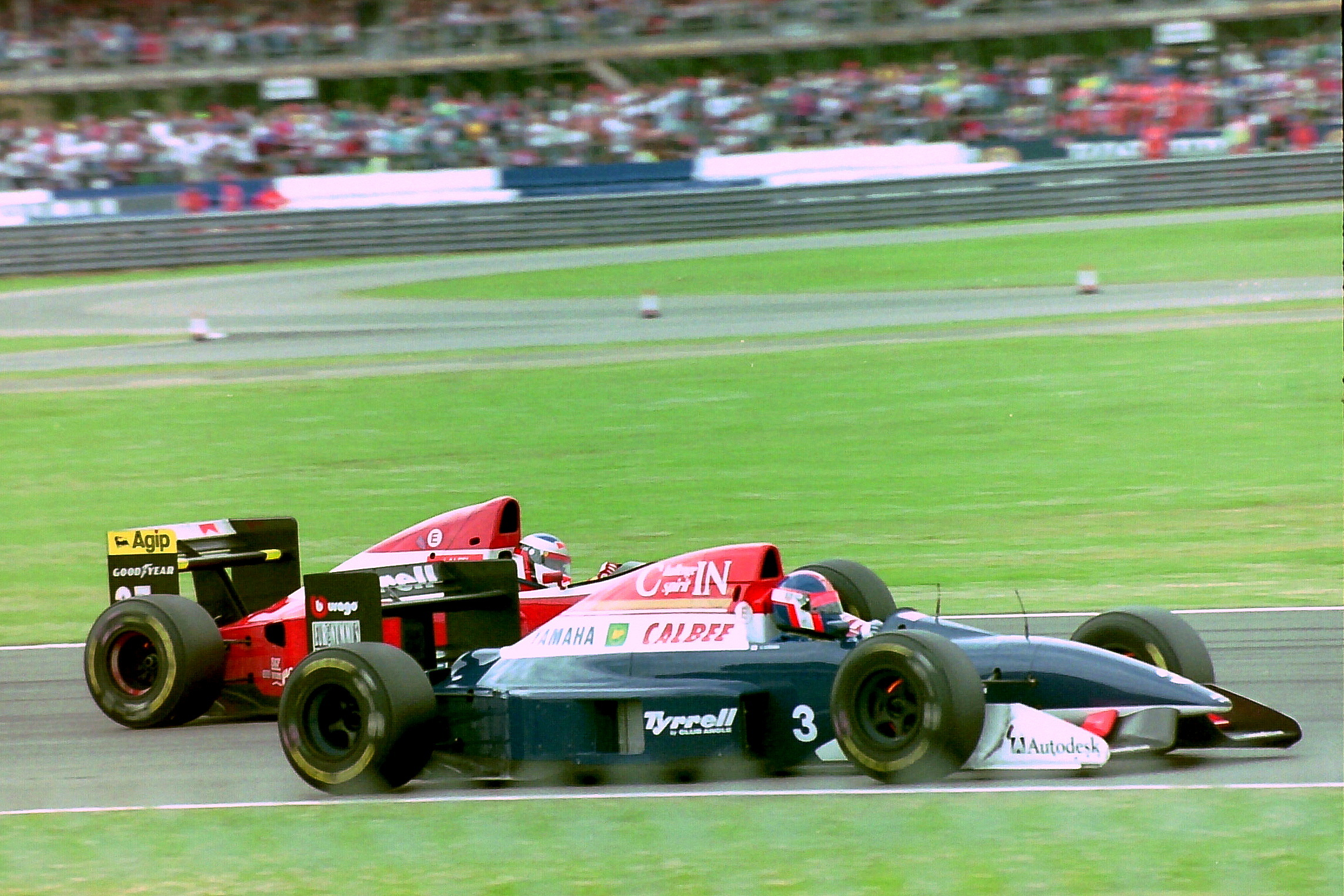
片山右京がドライブする020C（1993年イギリスGP）

新たに片山右京が加入したことで日本のタバコブランドであるキャビンからのスポンサーを得られた。シーズン前には、僚友であるデ・チェザリスはマールボロの資金を持ち込んでいたため銘柄のバッティングからチームを離脱する憶測もあった。結局マールボロではなくキャビンロゴをマシンに掲載することで話はまとまったが、デ・チェザリスによるマールボロからの資金もチームにはもたらされていた。
エンジンはジョーダンと決別したヤマハとワークス契約を結び、新開発V10エンジン「OX10A」を搭載した。フロントウイングはフラップが大型化されるなどの変更が施された。しかし、資金難のため1991年からモノコックを継続使用している個体もあり、2年落ちのシャーシでは戦闘力は乏しく経年劣化によるシャシー剛性の低下も激しい為に、ストレートを真っ直ぐ走る事さえままならない状態であった。またF1に到来した著しいハイテク化（アクティブサスペンション、セミオートマチックトランスミッション（セミAT）、トラクションコントロール等がトップチームの必須デバイス化）の流れにも取り残されており年間ノーポイントに終わった。後年、右京は「F3000以下のひどいマシン」と酷評している。シーズン中盤の第9戦にデ・チェザリスが、第10戦に右京が新マシン021にスイッチし、020シャシーの実戦投入は終了となった。
- コンストラクターズランキング-位（020Cと021）
- ドライバーズランキング-位（片山右京）予選最高位13位 決勝最高位10位
- ドライバーズランキング-位（アンドレア・デ・チェザリス）予選最高位15位 決勝最高位10位

### スペック

#### シャーシ
- シャーシ名 020C
- 前トレッド 1,700 mm
- 後トレッド 1,610 mm
- クラッチ AP
- ホイール エンケイ
- タイヤ グッドイヤー

#### エンジン
- エンジン名 ヤマハ・OX10A
- 気筒数・角度 V型10気筒・72度
- 排気量 3,500cc
- 重量 135kg
- スパークプラグ NGK
- 燃料・潤滑油 BP

## F1における全成績
(key) （太字はポールポジション、斜体はファステストラップ）
| 年     | チーム        | エンジン           | タイヤ | No. | ドライバー     | 1   | 2   | 3   | 4   | 5   | 6   | 7   | 8   | 9   | 10  | 11  | 12  | 13  | 14  | 15  | 16  | ポイント | 順位 |
| ------ | ------------- | ------------------ | ------ | --- | -------------- | --- | --- | --- | --- | --- | --- | --- | --- | --- | --- | --- | --- | --- | --- | --- | --- | -------- | ---- |
| 1991年 | ティレル 020  | ホンダ RA101-E V10 | P      |     |                | USA | BRA | SMR | MON | CAN | MEX | FRA | GBR | GER | HUN | BEL | ITA | POR | ESP | JPN | AUS | 12       | 6位  |
| 1991年 | ティレル 020  | ホンダ RA101-E V10 | P      | 3   | 中嶋           | 5   | Ret | Ret | Ret | 10  | 12  | Ret | 8   | Ret | 15  | Ret | Ret | 13  | 17  | Ret | Ret | 12       | 6位  |
| 1991年 | ティレル 020  | ホンダ RA101-E V10 | P      | 4   | モデナ         | 4   | Ret | Ret | Ret | 2   | 11  | Ret | 7   | 13  | 12  | Ret | Ret | Ret | 16  | 6   | 10  | 12       | 6位  |
| 1992年 | ティレル 020B | イルモア LH10 V10  | G      |     |                | RSA | MEX | BRA | ESP | SMR | MON | CAN | FRA | GBR | GER | HUN | BEL | ITA | POR | JPN | AUS | 8        | 6位  |
| 1992年 | ティレル 020B | イルモア LH10 V10  | G      | 3   | グルイヤール   | Ret | Ret | Ret | Ret | 8   | Ret | 12  | 11  | 11  | Ret | Ret | Ret | Ret | Ret | Ret | Ret | 8        | 6位  |
| 1992年 | ティレル 020B | イルモア LH10 V10  | G      | 4   | デ・チェザリス | Ret | 5   | Ret | Ret | 14  | Ret | 5   | Ret | Ret | Ret | 8   | 8   | 6   | 9   | 4   | Ret | 8        | 6位  |
| 1993年 | ティレル 020C | ヤマハ OX10A V10   | G      |     |                | RSA | BRA | EUR | SMR | ESP | MON | CAN | FRA | GBR | GER | HUN | BEL | ITA | POR | JPN | AUS | 0        | NC   |
| 1993年 | ティレル 020C | ヤマハ OX10A V10   | G      | 3   | 片山           | Ret | Ret | Ret | Ret | Ret | Ret | 17  | Ret | 13  |     |     |     |     |     |     |     | 0        | NC   |
| 1993年 | ティレル 020C | ヤマハ OX10A V10   | G      | 4   | デ・チェザリス | Ret | Ret | Ret | Ret | DSQ | 10  | Ret | 15  |     |     |     |     |     |     |     |     | 0        | NC   |

## 関連商品
- タミヤから1/20のプラモデルと、タミヤミニF-1（モーター動力）のバージョンで020が発売されていた(いずれも絶版)。
- 京商から1/10スケールの電動ラジオコントロールカーが発売された。
- WAVEからは、020Bが1/24プラモデルで発売されていた。
- 1993年のカルビー製ポテトチップスには、裏面にティレルF1の設計場面が描かれたものが発売されていた。